# Tarisio Auctions
Tarisio Auctions è una casa d'aste specializzata in strumenti ad arco e archi con sedi a Londra e New York. È stata fondata nel 1999 a New York da Christopher Reuning, Dmitry Gindin e Jason Price, basata interamente su aste online, e prende il nome da Luigi Tarisio, celebre commerciante di strumenti ad arco italiano. La prima asta si tenne nel novembre del 1999, e già in quell'anno la casa veniva considerata una figura importante del settore e un concorrente importante della ben più consolidata casa d'aste Sotheby's. Tarisio ha stabilito più di 400 record d'asta nei primi dieci anni di attività.

## Storia
Nel maggio 2003 Tarisio ha messo all'asta la collezione personale di Isaac Stern, per un ricavo totale di 2,3 milioni di dollari, all'epoca la seconda asta di violini per valore totale. Una copia moderna del Guarneri di Stern, realizzata dal liutaio di Brooklyn Samuel Zygmuntowicz, è stata venduta per 130 000 dollari. 
Nel 2006 la società si è espansa aprendo una sede europea a Londra, e nel 2010 Jason Price divenne proprietario unico. Due archi da violoncello di François Xavier Tourte appartenuti a Edmund Kurtz, violoncello di spalla della Chicago Symphony Orchestra, furono venduti rispettivamente nell'ottobre 2006 per 196 000 dollari e nel febbraio 2007 per 202 000 dollari.
Nell'ottobre 2009 Tarisio ha venduto un violino Nicolò Amati del 1648, appartenuto a George E. Stoll, per 620 000 dollari, allora prezzo d'asta record per Nicolò Amati, e un Vuillaume del 1860 circa, per la cifra record di 210 000 dollari.
Nell'asta dell'aprile 2010 un arco da violino di Joseph Alfred Lamy è stato venduto per 54 000 dollari. Nel giugno 2010 Tarisio ha messo all'asta la collezione di William Moennig & Son, vendendo tutti gli oltre 600 lotti di strumenti, archi e materiale fotografico storico. Quella dell'ottobre 2010 fu l'asta di violini con il maggior ricavo dell'epoca (oltre 9 milioni di dollari). Tra gli archi, vi erano un arco da violino Nicolas Maline, venduto per 36 000 dollari, e un arco da viola di François Nicolas Voirin, che aveva una lente inserita nel tallone che permetteva di vedere una foto di Vuillaume, venduto per 27 600 dollari. Tra gli strumenti, lo Stradivari Molitor è stato acquistato per 3,6 milioni di dollari dalla violinista Anne Akiko Myers, e un violino Vincenzo Postiglione del 1892 è stato venduto per la cifra record di 126 000 dollari.
Il 20 giugno 2011 lo Stradivari Lady Blunt è stato venduto per 15,9 milioni di dollari, diventando il violino più costoso di sempre. Lo strumento è stato messo all'asta dalla Nippon Music Foundation per raccogliere fondi destinati alla ricostruzione dopo il grave terremoto che ha colpito il Tōhoku in quell'anno. Nell'ottobre 2011 il Guadagnini di Lorin Maazel è stato venduto per 1,8 milioni di dollari, raddoppiando il precedente record per strumenti di Guadagnini.
Nel 2012 la viola Guarneri Primrose (1697), appartenuta al violista scozzese William Primrose, è stata venduta per oltre 4 milioni di dollari, prezzo più alto di sempre per una viola e per uno strumento della famiglia Guarneri. Nel settembre 2012 la società acquistò Cozio, il principale archivio online di materiale fotografico, note storiche e catalogo di prezzi d'asta di strumenti ad arco (oltre 50 000 tra strumenti e archi).
Nell'ottobre 2013 sono stati venduti il Guadagnini di Dorothy DeLay (già appartenuto a Albert Stern) per 1,39 milioni di dollari, nuovo record per strumenti di Guadagnini, e una replica contemporanea del Guarneri Ex-Huberman (costruita nel 1985 da Gregg T. Alf e Joseph Curtin su commissione di Ruggiero Ricci e da questi usato nell'ultima parte della sua carriera) per 132 000 dollari, cifra record per uno strumento di un liutaio vivente. Nel dicembre 2013 lo Stradivari del 1696 appartenuto a Andrew Bernardi (in precedenza rubato al violinista Min-Jin Kym a Londra nel 2010 e poi recuperato in ottime condizioni) è stato venduto per 1,38 milioni di sterline.

## Sedi
La sede newyorkese di Tarisio è in 244–250 W 54th Street, nell'ex laboratorio del restauratore e commerciante di strumenti ad arco Jacques Français. Nel 1964 il liutaio francese René A. Morel si unì in attività con Français e più tardi aprirà una sua bottega nello stesso locale. Morel ha continuato a lavorare in collaborazione con Tarisio fino al 2011, effettuando messe a punto ed expertise. In seguito il ruolo di restauratore è passato al liutaio Stefan Valcuha.
La sede londinese è al numero 51 di Queen Anne Street, alcuni isolati a sud di Regent's Park.